# Fred Schonewille
Fred Schonewille (nascido em 3 de março de 1969) é um advogado, conferencista e ex-político holandês.

## Biografia
Schonewille estudou na Universidade de Leiden e na Universidade de Stellenbosch na África do Sul. De 23 de maio de 2002 a 30 de janeiro de 2003 ele foi Membro do Parlamento pela Lista Pim Fortuyn na Câmara dos Representantes. Após a sua carreira política, Schonewille trabalhou como professor assistente na Universidade de Utrecht e como colunista da De Volkskrant.